# Andreas Vierecke
Andreas Vierecke  (* 1961) ist ein deutscher Journalist. Er ist Chefredakteur der Zeitschrift für Politik.

## Leben
Vierecke studierte Politikwissenschaft, Philosophie und Psychologie an der Ludwig-Maximilians-Universität München. Anschließend wurde er dort 1994 promoviert. Er betreute redaktionell verschiedene Sachbuch- und Lexikonprojekte. Zwischen 1996 und 2000 war er zunächst als Mitarbeiter und später als stellvertretender Geschäftsführer des Geschwister-Scholl-Instituts für Politikwissenschaft an der LMU München tätig. 
Anschließend wechselte Vierecke in die Chefredaktion der Südpol Neue Medien GmbH und gründete im Sommer 2001 gemeinsam mit Thomas Köster das Südpol-Redaktionsbüro Köster & Vierecke. Zudem unterrichtete er an der Hochschule für Politik München. Seit 2008 ist er Chefredakteur der Zeitschrift für Politik. 
Vierecke ist Herausgeber und Autor des „DTV-Atlas Politik“. Dieser erscheint auch als Lizenzausgabe der Bundes- und Landeszentralen für politische Bildung.
Andreas Vierecke ist Mitglied der Deutschen Vereinigung für Politikwissenschaft und des Bayerischen Journalisten-Verbandes.